# Транспортна икономика
Транспортна икономика e клон на икономиката, който се занимава с алокацията на ресурси в рамките на транспортия сектор и има множество връзки към строителното инженерство. За разлика от другите типове икономика, транспортната се базира на мрежи и употребата на определени скорости на развитие, тя не е „мигновена“ или извън-пространствена икономика. Самите мрежи могат да са, но може и да не са конкуриращи се.
Развитието на модели за определянето на вероятните избори между неединични продукти, свързани с транспортните решения (модели на дискретен избор) води до развитието на важен клон на иконометрията и на Нобелова награда за икономика за Даниъл Макфадън.

## Виж още
- Инфраструктура